# 辰巳佐太郎
辰巳 佐太郎（たつみ さたろう、1903年〈明治36年〉8月25日 - 1990年〈平成2年〉1月25日）は、日本の政治家。大阪府東大阪市の初代の市長（1期）。合併前の布施市の最後の市長（第8代、1期）。大阪府議会議長（第52代、第55代）

## 略歴・人物
大阪府出身。1931年（昭和6年）、中央大学卒業。1937年（昭和12年）、布施市の発足により、市会議員となる。太平洋戦争後の1951年、大阪府議会議員に転じる。以後、連続3期。1963年、布施市長に就任した。この間、布施商業会議所会頭、自由民主党布施支部長や、自民党大阪府連選対副委員長も務めた。
1967年、布施市は河内市と枚岡市と合併し、東大阪市が発足。布施市長の辰巳が初代市長に就任した。就任早々、市の総合計画を策定し、計画的な市政に乗り出した。その中で下水道整備に力を入れ、辰巳は「下水道市長」と呼ばれた。他に道路整備にも力点を置いて、環状線（大阪府道2号大阪中央環状線、大阪外環状線）などを完成させた。
就任3年後の1970年6月の市長選で再選を目指したが、日本社会党と日本共産党からの推薦で立候補した伏見格之助と一騎打ちの末、得票率45.47%（5万8,914票）で敗れ、退任した。